# Street Love
Street Love è il secondo album studio del cantante statunitense Lloyd, pubblicato dalla The Inc., Sho'nuff, Universal Motown, Young Goldie Music il 13 marzo 2007. L'album è riuscito ad arrivare sino alla seconda posizione della Billboard 200.

## Tracce
1. Lloyd (Intro) - 1:32
2. You (featuring Lil Wayne) - 4:33
3. Certified - 4:32
4. I Don't Mind - 3:55
5. Get It Shawty - 3:29
6. Incredible - 4:12
7. Valentine - 4:26
8. Hazel - 3:51
9. Player's Prayer - 4:11
10. Killing Me - 4:37
11. Take You Home - 3:47
12. What You Wanna Do - 3:44
13. Streetlove - 4:55
14. One for Me - 4:12
15. You (Remix) (featuring André 3000 e Nas) - 4:27